# Ottavio Mirto Frangipani
Ottavio Mirto Frangipani (* 11. April 1544 in Neapel; † 24. Juli 1612 in Tarent) war ein italienischer katholischer Erzbischof.

## Biografie
Ottavio Mirto Frangipane wurde am 11. April 1544 in Neapel als Sohn von Silvio und Laura della Gatta geboren. Er war ein Neffe von Fabio Mirto Frangipane.
1565 wurde er Abt von San Benedetto di Capua und ab 1572 war er Bischof von Caiazzo. Danach wurde er von Papst Sixtus V. zum Gouverneur von Bologna ernannt. Von 13. Juni 1587 bis 20. April 1596 wurde er als apostolischer Nuntius nach Köln gesandt und anschließend bis 12. Juni 1606 nach Flandern. Von 1592 bis 1605 war er Bischof von Tricarico. Nachdem er vergeblich versucht hatte die Erzdiözese Salerno zu erhalten wurde er schließlich während seines Aufenthalts in Köln am 20. Juni 1605 Erzbischof von Tarent und konnte erst Ende 1606 nach Italien zurückkehren.
In seiner Erzdiözese musste er seine Aufgabe als Seelenhirte expliziter wahrnehmen als die eines klugen
Politikers. Nach einer gründlichen Prüfung hatte er eine Synode einberufen, die kirchlichen Verfassungen aktualisiert und die Verschönerung des Bischofspalastes abgeschlossen. Er starb am 24. Juli 1612 in Tarent und seine sterblichen Überreste wurden in der Basilika San Cataldo beigesetzt.

## Werke
- Ottavio Mirto Frangipane: Directorium ecclesiasticae disciplinae Coloniensi praesertim ecclesiae accommodatum. Officina Birckmannica, sumptibus A. Mylij, 1597, S. 596 (Latein, google.at).